# Nawáf Salám
Nawáf Abd Alláh Salím Salám (arabsky نوّاف عبد الله سليم سلام‎; * 15. prosince 1953 Bejrút) je libanonský politik, diplomat, právník a akademik, od února 2025 předseda vlády Libanonu.
V období 2007–2017 působil jako stálý zástupce Libanonu při OSN v New Yorku. V letech 2018–2025 působil jako soudce Mezinárodního soudního dvora, přičemž v roce 2024 byl zvolen jeho předsedou. Stal se tak druhým Arabem a prvním Libanoncem v této funkci. Na funkci rezignoval 14. ledna 2025 poté, co jej libanonský parlament jmenoval předsedou vlády.

## Rodina a mládí
Narodil se 15. prosince 1953 v libanonském Bejrútu do prominentní rodiny Abd Alláha Saláma a Rikat Bajhum. Jeho dědeček Salím Salám byl v roce 1912 zvolen poslancem Valného shromáždění Osmanské říše. Jeho strýc Sáíb Salám bojoval za nezávislost Libanonu na Francouzském mandátu Sýrie a Libanonu a mezi roky 1952 a 1973 působil jako předseda vlády Libanonu. Jeho bratranec Tammám Salám byl v letech 2014–2016 rovněž libanonským premiérem.
V roce 1979 získal doktorát v oboru dějiny na Sorbonne Université, v roce 1991 titul Master of Laws na Harvardově univerzitě a v roce 1992 doktorát v oboru politologie na Institut d'études politiques de Paris.

## Kariéra

### Právní praxe a akademická půda
Mezi roky 1979 a 1981 přednášel na Sorbonne Université soudobé dějiny Blízkého východu. V roce 1981 nastoupil na Harvardovu univerzitu, kde působil jeden rok jako hostující vědecký pracovník. V období 1985–1989 přednášel na Americké univerzitě v Bejrútu.

### Stálý zástupce Libanonu při OSN v New Yorku
Od července 2007 do prosince 2017 působil jako stálý zástupce Libanonu při OSN v New Yorku.
Během působení v této funkci několikrát vystoupil na půdě Rady bezpečnosti, kde vyzval k zajištění bezpečnosti a stability v jižním Libanonu za pomocí rezoluce Rady bezpečnosti OSN č. 1701.
V květnu 2010 a září 2011 působil jako předseda Rady bezpečnosti.
V reakci na výsledky izraelských parlamentních voleb v roce 2015 napsal: „Zvítězila zjevně rasistická a kolonialistická rozhodnutí. Vyhlídky na mír mizí. Celý region je v ohrožení“. O měsíc později podle Jewish News Syndicate napsal: „Izrael musí zastavit násilí a ukončit okupaci. Považovat kritiky izraelské politiky za antisemity je pokus o jejich zastrašení a diskreditaci, což odmítáme“.

### Soudce Mezinárodního soudního dvoru
Dne 9. listopadu 2017 byl zvolen soudcem Mezinárodního soudního dvoru poté, co získal 135 hlasů ve Valném shromáždění OSN a 12 hlasů v Radě bezpečnosti. Stal se tak druhým Libanoncem v této funkci.
Dne 6. února 2024 byl zvolen předsedou soudního dvora.

### Předseda vlády Libanonu
Po zvolení Josepha Aouna do funkce prezidenta dne 9. ledna 2025 se řada opozičních poslanců parlamentu shodla na nominaci Saláma na post předsedy vlády. Jeho kandidaturu podpořila řada západních a arabských zemí, které jej upřednostňovali před prozatímním předsedou vlády Nádžíbem Míkátím. Dne 13. ledna 2025 byl Salám parlamentem oficiálně nominován na post předsedy vlády. O den později odstoupil z funkce předsedy Mezinárodního soudního dvora a odletěl z Haagu do Libanonu.
Funkce se ujal 8. ledna 2025 poté, co jeho vládu schválil prezident Aoun.